# Förbundsrepubliken Tysklands förtjänstorden

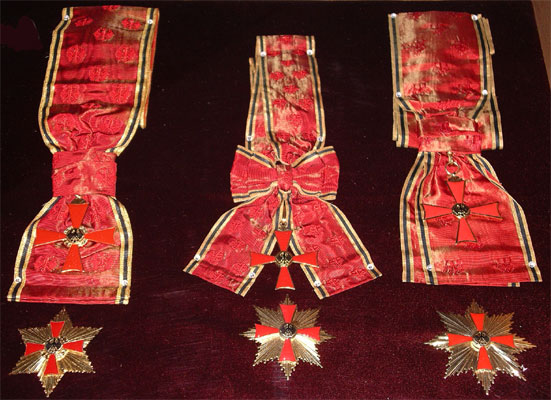
Storkors av 1:a klassen i särskilt utförande (t.v.) och storkors av särskilda klassen i damutförande (mitten) och dito för herrar (t.h.)

Förbundsrepubliken Tysklands förtjänstorden (på tyska: Verdienstorden der Bundesrepublik Deutschland, ofta kallad Bundesverdienstkreuz) är Tysklands enda statsorden. Den delas ut för särskilda prestationer inom politik, näringsliv, kultur och humaniora. Orden instiftades den 7 september 1951 av Tysklands förbundspresident Theodor Heuss.
De flesta tyska förbundsländer har sina egna förtjänstordnar, med undantag för Hansastäderna Hamburg och Bremen, vilka avvisar alla ordnar. Enligt gammal tradition avböjer deras medborgare, särskilt tidigare eller förevarande senatorer, alla slags ordensdekorationer. Förbundskansler Helmut Schmidt, som tidigare var senator i Hamburg, är det mest kända exemplet härpå.

## Indelning
Orden indelas i tre grupper (Verdienstkreuz, Großes Verdienstkreuz och Großkreuz) med sammanlagt åtta klasser:
- Großkreuz (storkors)
  - Sonderstufe des Großkreuzes (storkors av särskilda klassen)
  - Großkreuz (storkors av 1:a klassen)
    - ibland med lagerkrans – Großkreuz in besonderer Ausführung (i särskilt utförande)
- Großes Verdienstkreuz (stort förtjänstkors)
  - Großes Verdienstkreuz mit Stern und Schulterband (storkors [av 2:a klassen])
  - Großes Verdienstkreuz mit Stern (storofficer)
  - Großes Verdienstkreuz (kommendör)
- Verdienstkreuz (förtjänstkors)
  - Verdienstkreuz 1. Klasse (officer)
  - Verdienstkreuz am Bande (riddare)
- Verdienstmedaille (förtjänstmedalj)

## Insignier
Ordenstecknet är ett gyllene kors med röd emalj och i mitten en skiva med en svart örn.
Kraschanen är en guldstjärna med raka strålar. Storleken och antalet uddar varierar mellan klasserna.
- 8-uddig guldstjärna: storkors av särskilda klassen
- 6-uddig guldstjärna: storkors av 1:a klassen (i särskilt utförande om det har gyllene ekkronor mellan korsarmarna runt medaljongen)
- 4-uddig guldstjärna: storkors (stort förtjänstkors med kraschan och ordensband)
- silverkvadrat stående på ett hörn: storofficer (stort förtjänstkors med kraschan)

Med undantag av den lägsta klassen har alla klasser likadant band med smärre skillnader för män och kvinnor (de senare har något mindre kors och band).
Band och släpspänne är röda med guld-svart-guldfärgade ränder.

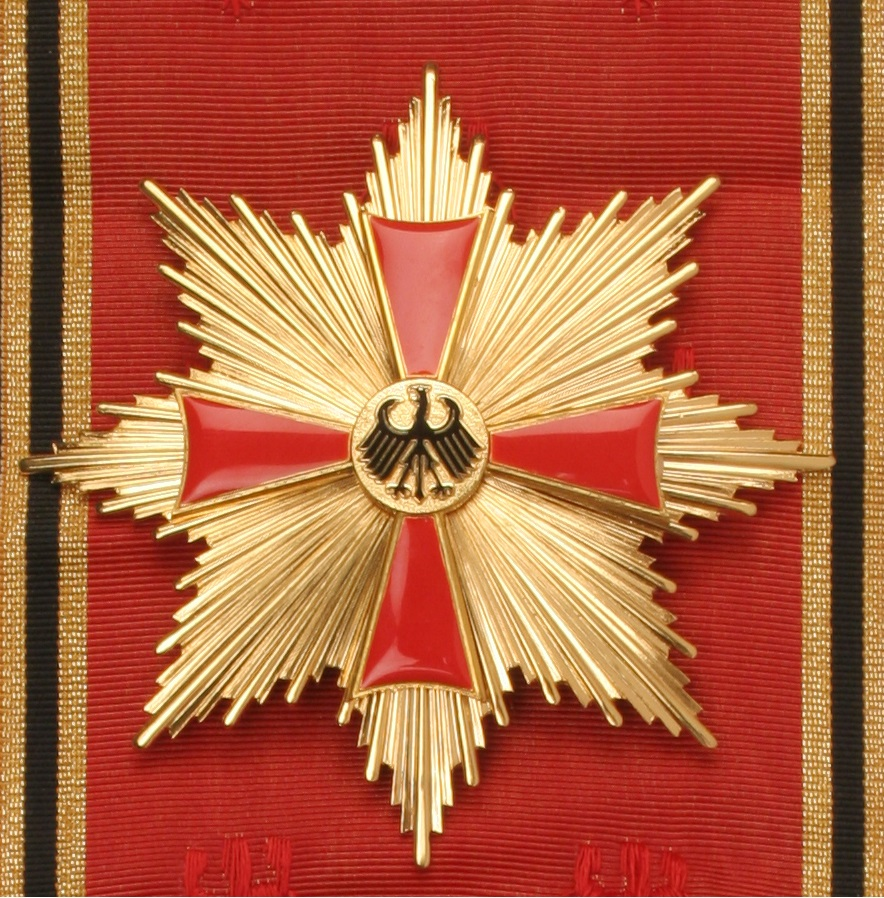
Insignier för storkors av särskilda klassen
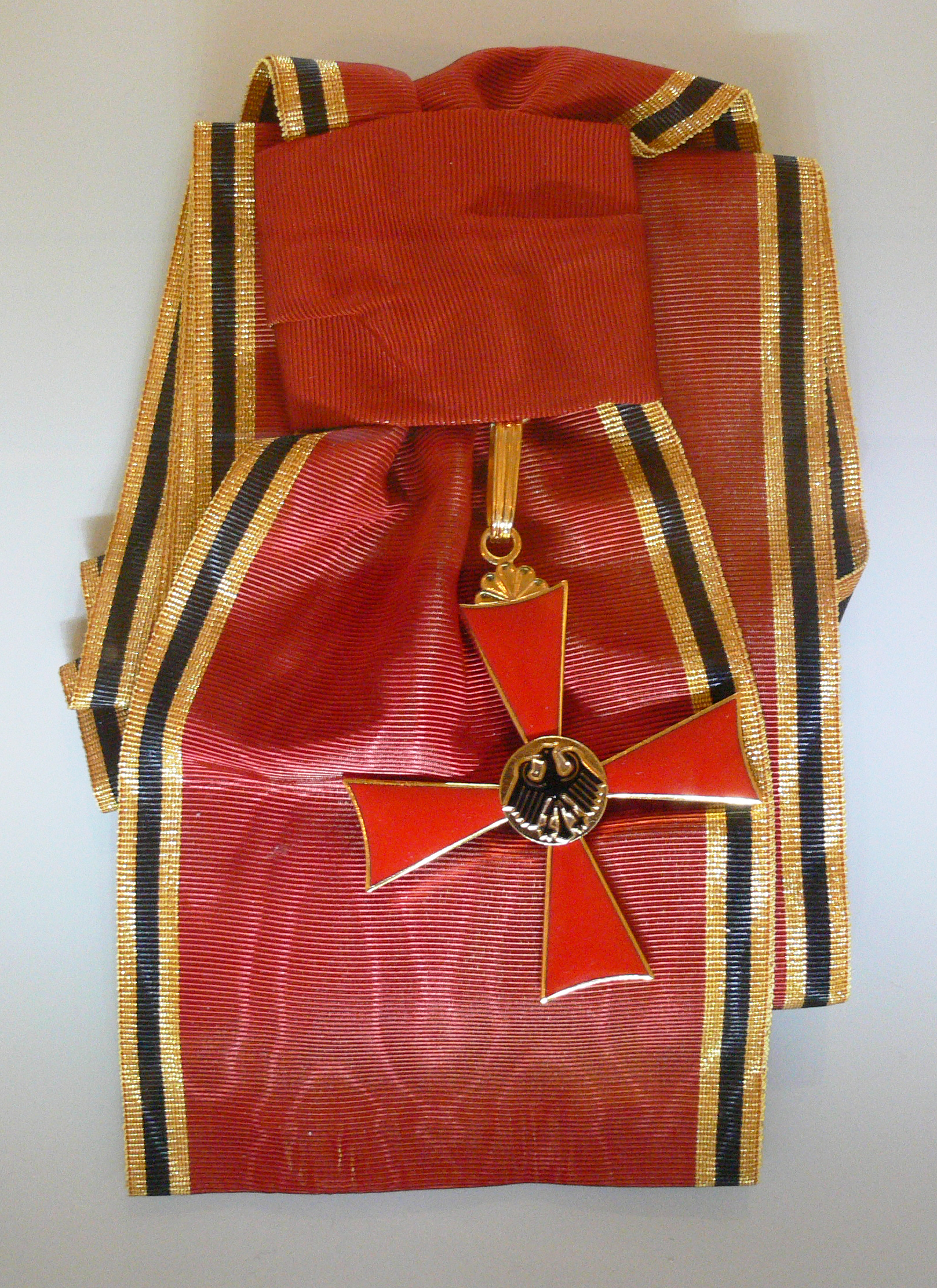
Ordenstecken för storkors av 2:a klassen
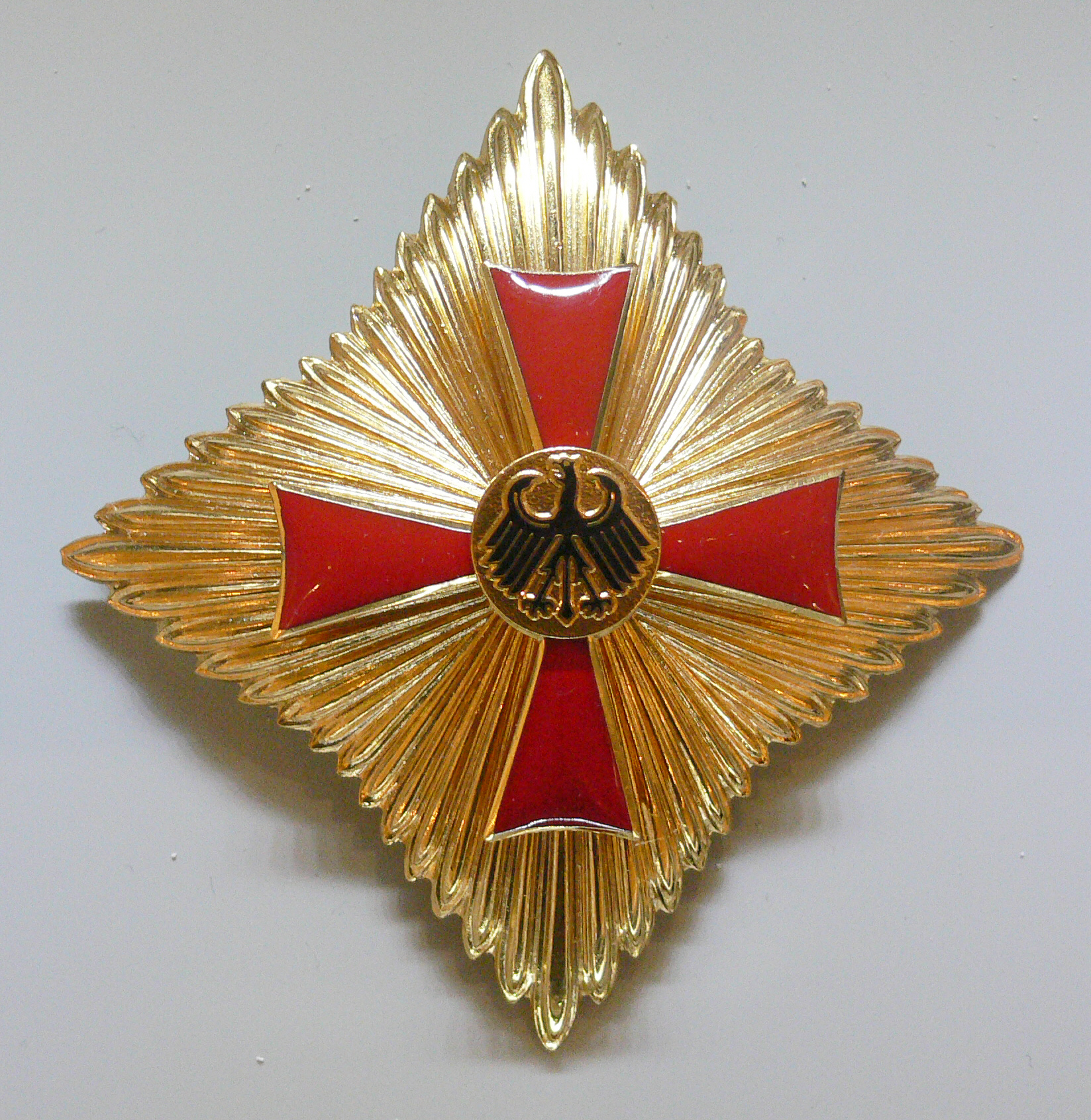
Kraschan till storkors av 2:a klassen
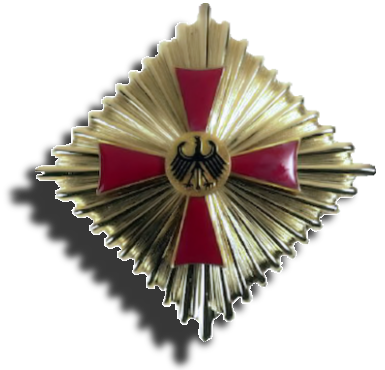
Storofficers kraschan
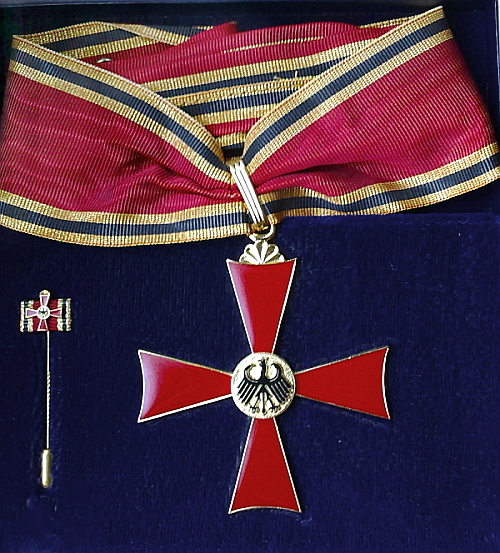
Kommendörs ordenstecken
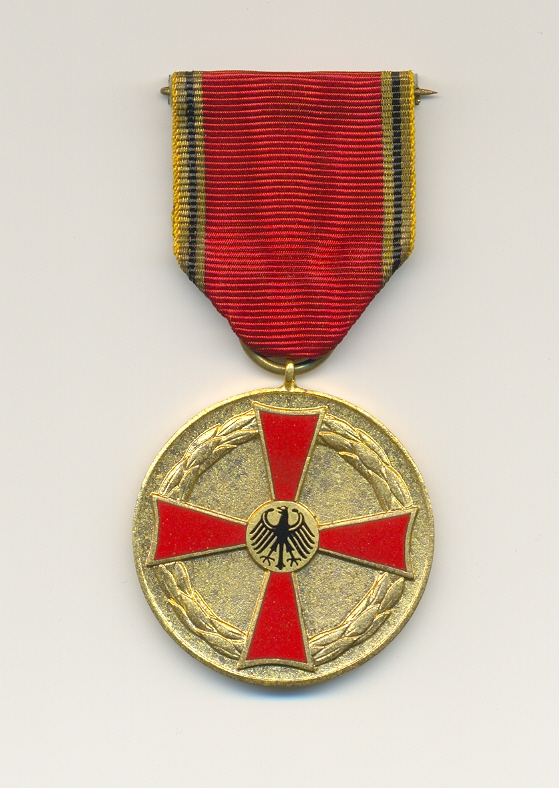
Förtjänstmedalj
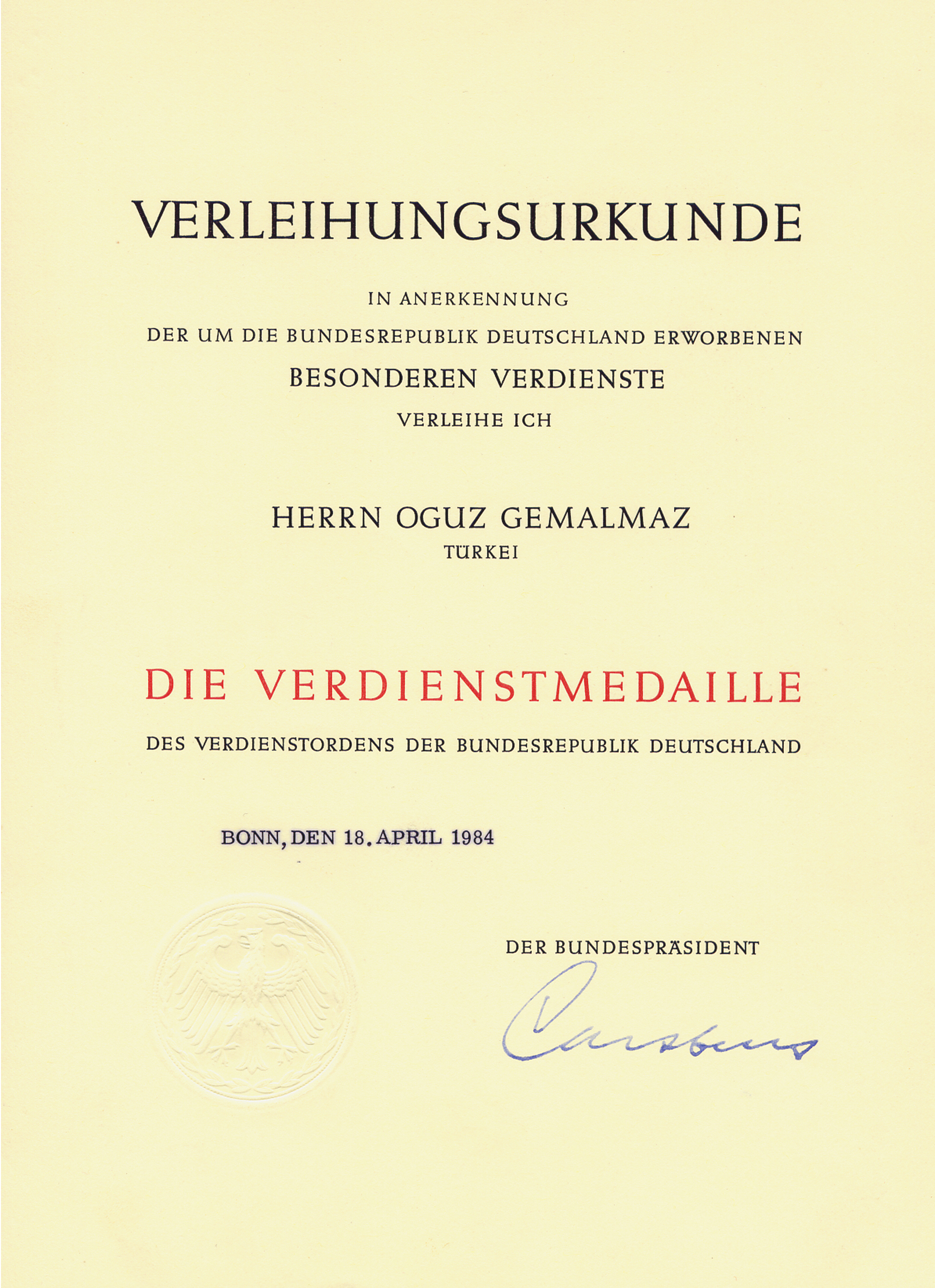
Förläningsbrev